# 奥韦里亚塔
奥韦里亚塔（羅馬化：Overyata）是俄罗斯彼尔姆边疆区的市级镇，属边疆区辖市克拉斯诺卡姆斯克市，地处彼尔姆边疆区中南部，位于伏尔加河流域卡马河沿岸地区，在克拉斯诺卡姆斯克东侧、边疆区首府彼尔姆西北侧。镇内设有同名铁路车站。
该地2022年人口有4,971人；2010年人口4,634；2002年人口4,622；1989年人口4,955。